# Juraj Petor
Juraj Petor (17. února 1876 Dobrá Niva – ???) byl slovenský a československý politik a meziválečný senátor Národního shromáždění ČSR za Komunistickou stranu Československa.

## Biografie
Povoláním byl kotlářem ve Vrútkách.
V parlamentních volbách v roce 1925 získal senátorské křeslo v Národním shromáždění. V senátu setrval do roku 1929. Počátkem 30. let odešel z KSČ.
V červnu 1931 ho krajský soud v Trenčíně odsoudil po několikanásobné politické delikty na půl roku do vězení. Odvolal se neúspěšně k vrchnímu soudu v Bratislavě a pak k Nejvyššímu soudu, který v říjnu 1932 jeho podání zamítl.